# Notație algebrică (șah)
Notația algebrică este cea mai folosită metodă de notare a partidelor de șah. Este bazată pe folosirea unei coordonate orizontale și a uneia verticale.